# Bătrâni
Bătrâni è un comune della Romania di 2 154 abitanti, ubicato nel distretto di Prahova, nella regione storica della Muntenia.
Il comune è formato dall'unione di 2 villaggi: Bătrâni e Poiana Mare.
Bătrâni è divenuto comune autonomo nel 2003, staccandosi dal comune di Starchiojd.